# テン・グッド・リーズンズ
『テン・グッド・リーズンズ』（Ten Good Reasons）は、1989年にリリースされたジェイソン・ドノヴァンの1枚目のスタジオ・アルバムである。

## 収録曲
1. ブロークン・ハーツ - Too Many Broken Hearts
2. 青春の絆 - Nothing Can Divide Us
3. エヴリ・デイ　- Every Day (I Love You More)
4. ディペンド・オン・ミー - You Can Depend on Me
5. タイム・ヒールズ - Time Heals
6. 涙の口づけ - Sealed with a Kiss
7. クエスチョンズ・オブ・プライド - Questions of Pride
8. 君に包まれて - If I Don't Have You
9. チェンジ・ユア・マインド - Change Your Mind
10. 涙は届かない - Too Late to Say Goodbye
11. エスペシャリー・フォー・ユー - Especially for You